# Circuit de Charade
Het Circuit de Charade, of Circuit Clermont-Ferrand is een circuit in Frankrijk. Het circuit is gelegen om een slapende vulkaan, en ligt bij de stad Clermont-Ferrand waar ook bandenfabrikant Michelin gevestigd is.
Viermaal werd er een Formule 1 Grand Prix verreden, in 1965, 1969, 1970 en 1972. Het circuit werd vanwege de lay-out vergeleken met de Nürburgring. Mede vanwege de veiligheidsrisico's verplaatste de Formule 1 zich na 1972 naar Paul Ricard. Tien keer was het circuit het strijdtoneel voor de Grand Prix-wegrace van Frankrijk (1959-1964, 1966, 1967, 1972 en 1974).
Het circuit werd in de jaren 80 nog gebruikt voor races in Franse autosportcompetities. Tegenwoordig is er slechts een drie kilometer lang gedeelte van het circuit in gebruik voor onder andere Formule Ford races.
Op 14 juli 2025 maakte het circuit deel uit van de 10e etappe van de Ronde van Franrkijk.